# 1818 au Bas-Canada
Cet article traite des événements survenus en 1818 au Bas-Canada. 

L'année 1818 a été marquée par plusieurs événements qui ont changé la vie des Canadiens.

## Événements

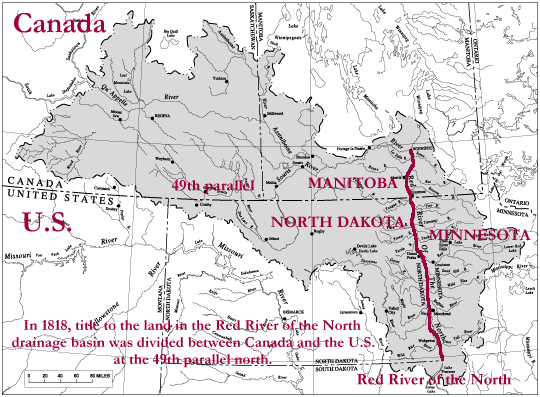
Le bassin de la rivière Rouge. La frontière au Canada/États-Unis ampute la Terre de Rupert du territoire au sud de celle-ci.

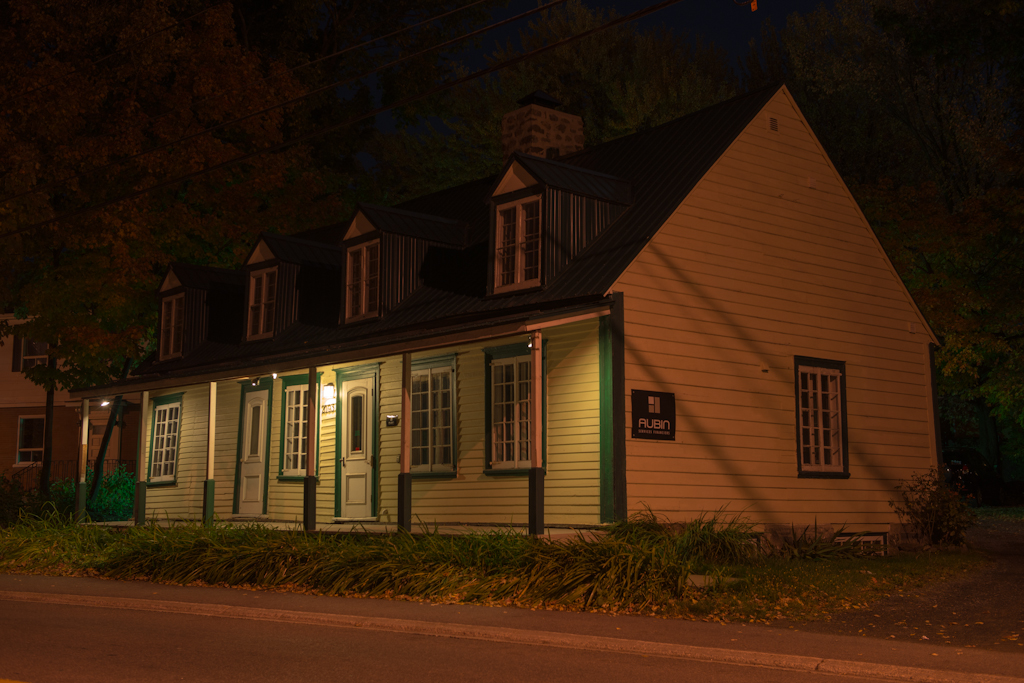
Auberge Hugh-Glover près de Québec construit en 1818

- 16 juillet : arrivée de Joseph Norbert Provencher à la colonie de la rivière Rouge. Il va œuvrer comme prêtre et missionnaire dans cette région. Il va fonder une mission qui va devenir Saint-Boniface.
- 30 juillet : Charles Lennox (4e duc de Richmond) devient gouverneur de l'Amérique du Nord britannique.
- 20 octobre : traité entre les États-Unis et la Grande-Bretagne fixant la frontière au nord-ouest sur le 49e parallèle depuis le lac des Bois jusqu’aux Rocheuses. L’Oregon est ouvert à la fois à la colonisation anglaise et américaine[1].
- La Compagnie de la Baie d'Hudson s’installe définitivement dans le secteur de l’Athabaska.
- Fondation de la Banque de Québec.
- La Compagnie du Nord-Ouest établit le fort Nez-Percés sur le fleuve Columbia. Ce fort situé dans le territoire de l'Oregon fera plus tard partie du territoire américain.

### Exploration de l'Arctique
- John Ross commande une expédition pour trouver le Passage du nord-ouest. Il découvre la communauté inuit de Pond Inlet. Il s'arrête lorsqu'il croit être en face d'une chaine de montagnes au nord de l'île de Baffin qui bloque le passage. L'existence de ces montagnes s'avérera fausse.

## Culture
- Catharine Parr Traill débute ses œuvres comme écrivaine.

## Naissances
- 18 janvier : Antoine-Aimé Dorion, homme politique.
- 15 janvier : Adam-Charles-Gustave Desmazures, prêtre et écrivain.
- 31 janvier : Louis-Antoine Dessaulles, homme politique et écrivain.
- 19 mars : James Maclaren, homme d'affaires.
- 19 mars : Élisabeth Bruyère, fondatrice des sœurs grises d'Ottawa.
- 1er avril : Damien Marchesseault, septième maire de Los Angeles.
- 4 septembre : Louis-François Richer Laflèche, évêque de Trois-Rivières.
- 12 septembre : David Lewis Macpherson, homme politique.
- 25 septembre : Firmin Vignon, supérieur des jésuites.
- 1 octobre : David Christie, homme politique.
- 26 octobre : Guillaume-Eugène Chinic, homme d'affaires et homme politique.
- 30 novembre : Jean-Baptiste-Zacharie Bolduc, prêtre et missionnaire.

## Décès
- 15 avril : Thomas Dunn, marchand, seigneur et administrateur britannique.
- 17 avril : Jacques Bedout, officier de la marine française.